# Tyenga (Ethnie)
Die Tyenga sind eine ethnische Gruppe in Nigeria, Niger und Benin.
Weitere Schreibweisen mit T wie Tchenga, Tchianga, Tienga und Tyengawa sind in den französischsprachigen Ländern verbreitet, während Schreibweisen mit K wie Kanga, Kenga, Kengawa, Kyanga, Kyenga und Kyengawa unter anderem bei den Hausa üblich sind.
Schätzungen aus dem Jahr 2010 zufolge leben in Nord-Benin, Südwest-Niger und Nordwest-Nigeria über 200.000 Tyenga. Ihre Hauptsiedlungsgebiete in Nigeria sind die Local Government Areas Dandi (etwa 110.000 Personen) und Bagudo (etwa 20.000 Personen) im Bundesstaat Kebbi. Hinzu kommen rund 70.000 Tyenga in Niger (dort etwa 5000 im Jahr 1931) und rund 15.000 Tyenga in Benin. In Niger leben sie vor allem in der Landschaft Dendi. Die ethnische Gruppe ist in vier Clans gegliedert, die sich durch Gesichtsskarifizierungen voneinander unterscheiden: Kosoro, Mishira, Saaki und Shiba.
In mündlicher Überlieferung verankern die Tyenga ihren Ursprung in Arabien. So sollen sie infolge der Schlacht von Badr im Jahr 624 nach Jemen geflohen sein, das Rote Meer überquert und nach einer langen Reise durch die Sahara ihr heutiges Siedlungsgebiet erreicht haben. Sprachwissenschaftliche Untersuchungen widersprechen diesem an die islamische Tradition anknüpfenden Mythos und verweisen auf Westafrika als Herkunftsgebiet der Tyenga.
In Dendi in Niger, wohin sie aus Sokoto von Hausa vertrieben worden waren, zählen sie zu den ältesten ansässigen Volksgruppen. Dort wurden sie zunehmend von der im Süden der Region Dosso vorherrschenden ethnischen Gruppe Songhai-Zarma assimiliert. Als die Songhai nach dem Untergang des Songhaireichs 1591 nach Dendi flohen und dort die politische Macht übernahmen, blieben den Tyenga die Vorherrschaft über die vorislamischen religiösen Kulte sowie die Verwaltung von Grund und Boden und der natürlichen Ressourcen. Tyenga und Songhai fanden eine gemeinsame Identität in der ethnischen Gruppe Dendi, die die Sprache Dendi teilen. Im 20. Jahrhundert verloren die Tyenga, im Gegensatz zu den Songhai, durch das Vordringen des Islam, die Urbanisierung und die moderne staatliche Verwaltung ihre früheren Machtdomänen.
Ihre ursprüngliche Sprache, das Tyenga, ist nahezu ausgestorben. In Nigeria übernahmen die Tyenga zunächst die Sprache Songhai, später vor allem die Sprache Hausa. In Niger verständigen sich die Tyenga etwa auf Zarma, in Benin auf Dendi.

## Bekannte Tyenga
- Moumouni Boureima (* 1952), nigrischer General, Politiker und Diplomat